# Albacete
Albacete (spanskt uttal: [alβaˈθete]
 ( lyssna)) är en stad och kommun i den autonoma regionen Kastilien-La Mancha i sydöstra Spanien. Staden ligger cirka 224 kilometer sydost om Madrid. Albacete är huvudort i provinsen med samma namn. Kommunen har 174 137 invånare (2024), på en yta av 1 126,99 km².